# Abrics del Mas d'en Britus
Els abrics del Mas d'en Britus són un conjunt d'abrics del municipi de Montblanc (Conca de Barberà) amb representacions de pintura rupestre. Dos dels abrics estan protegits com a Patrimoni de la Humanitat en el conjunt de l'Art rupestre de l'arc mediterrani de la península Ibèrica. Estan situats en els cingles del Mas d'en Gran, al marge esquerre del barranc del Pirro, prop de les runes de l'antic Mas d'en Britus.

## Britus I
Es tracta d'un abric que forma part d'una gran roca balmada d'uns 25 m de llarg per 5 d'ample i 8 d'altura. No presenta una excessiva protecció a la part alta, cosa que explica la degradació del suport general de la roca.
Les pictografies es concentren en dues zones. La primera està situada en una petita balma, amb una lleugera protecció a la part alta que ha afavorit la conservació del pigment. Es troba a una altura de 2,20 m del que es pot considerar terra, ja que en aquest punt la roca forma diferents esglaons. Únicament consta de dos elements que per la seva disposició, l'un al costat de l'altre, són descrits com una sola figura. La segona zona, la més important, és a 2,80 m a la dreta de l'anterior. La formen 7 figures algunes integrades per més d'un element. Són a 2,5 m d'altura respecte al sòl.
La figura 1 consta de dos elements triangulars amb el vèrtex invertit i en contacte. La figura 2 és un traç vertical irregular, de la banda esquerra del qual surten una mena de radis, aproximadament 8, de línia més fina i acabament arrodonit. Per la banda dreta del traç s'observa una taca de pigment. La imatge recorda certs ramiformes i esteliformes. La figura 3 és un grup de sis triangles invertits, units en la línia superior i disposats horitzontalment. La seva conservació és regular, ja que tres dels triangles es distingeixen amb claredat, mentre que la resta estan molt esvaïts o bé han perdut part de la pintura. La figura 4 consta de restes de pigment que per la seva configuració podrien ser motius similars als anteriors. La figura 5 consta de dues taques de pintura, de gruix irregular, que presenten certa tendència a unir-se a la part inferior. La figura 6 és un traç de tendència circular encara que no arriba a completar-se a la part superior. La figura 7 és incompleta, sembla configurar la meitat inferior d'un element anellat. La figura 8 consta de restes molt perdudes de pigment que no configuren una forma identificable.
L'escassa protecció que ofereix la forma de la roca a les pintures afavoreix la seva degradació per agents naturals. Les colades d'aigua, per exemple, no troben cap impediment per esllavissar-se entre les figures. Les alteracions per causes antròpiques, en canvi, són inapreciables si es prenen com a referència els calcs publicats per Salvador Vilaseca l'any 1929. Per la seva tipologia, l'abric de Britus I s'integra en el grup de les representacions pictòriques de l'Edat del Bronze. P. Acosta els classifica com a "unitriangulars" i estableix relacions formals amb els jaciments tan llunyans com el de Batanera de Fuencaliente (Ciudad Real) o els de la Cueva de los Letreros (Almería). Dona una cronologia del Bronze I. També Ramon Viñas els emparenta amb les decoracions dels vasos campaniformes de Montblanc.

## Britus II
La figura 1 és un element esquemàtic, un traç horitzontal del qual en surten traços perpendiculars: 5 cap a la part inferior i 4 cap a la part superior. Cadascun podria haver estat un sol traç vertical que travessava la línia horitzontal. A la paret inferior dreta es veuen restes d'altres línies que podrien haver format part de la figura. Cal relacionar aquest element amb certes figures humanes d'estil esquemàtic i fins i tot amb alguns tipus d'ídols. A l'esquerra del conjunt apareixen restes d'una altra figura.
Les figures 2 i 3 són antropomorfes, dues taques de pintura de forma irregular, situades una al costat de l'altra i molt similars, de les quals surten tres traços en la zona inferior. En un nivell inferior i a la dreta es localitzen restes de la mateixa coloració.
La figura 4 és indeterminada. Consta de dos traços de gruix irregular que semblen contactar formant angle en la part inferior, mentre que una línia més o menys horitzontal sembla uniformar-los per la part superior. Podria haver estat un intent de dissenyar un triangle, malgrat que, en comparació amb les figures de Britus I, aquesta consideració és molt dubtosa. La seva conservació és dolenta, ja que falta precisió en la part superior de la figura.
En general no s'aprecien agressions d'origen antròpic. El problema més greu ve provocat pels agents meteorològics perquè la paret amb pintures és escassament balmada i està molt desprotegida.
Aquest jaciment ofereix menys elements de judici quant a la tipologia que el seu veí Britus I, ja que les figures conservades són escasses, incompletes i difícils d'identificar correctament. No sembla imprudent, però, incloure aquest conjunt en el context de la pintura rupestre esquemàtico-abstracta que, de forma molt general, se situa cronològicament en l'Edat del Bronze.

## Britus III
El tercer jaciment no està inclòs en el conjunt de l'Art rupestre de l'arc mediterrani de la península Ibèrica. Està protegit com a bé cultural d'interès nacional classificat com a zona arqueològica.
Es tracta d'una figura de mides petites, pintada de color roig, que forma un signe del corrent o estil esquemàtico-abstracte. Un tipus que es designa com ancoriforme o d'oreneta per la seva morfologia. Està constituïda per un eix i dues extremitats que recorden a unes ales, i està disposat en sentit ascendent.
El tipus d'oreneta, existent a altres indrets de la península, ve a representar una novetat dins la temàtica rupestres de Catalunya. El trobem comunament a la zona andalusa i apareix associat a pintures d'ancoriformes, arboriformes i plaques, situat culturalment a l'edat del Bronze, entre el II i el III mil·lenni aC.